# چتان بهجت
چتان بهجت (انگلیسی: Chetan Bhagat؛ زادهٔ ۲۲ آوریل ۱۹۷۴) نویسنده، و فیلم‌نامه‌نویس اهل هند است. او نویسندگی را از سنین نوجوانی آغاز کرد. کتاب رمان او بیش از هفت میلیون فروش کرد.
او در سال ۲۰۱۰، در لیست صد فرد با نفوذ جهان مجله تایمز قرار گرفت.